# Accès diamant

Le modèle diamant parmi les différents modèles du libre accès.

Le libre accès diamant (Diamond Open Access) est défini comme la publication, la distribution et la préservation de textes universitaires (monographies, collections éditées, articles de revues, etc.) à titre gratuit pour le lecteur et l’auteur. On parle également de « libre accès platine », de « libre accès non commercial », de « libre accès coopératif » ou, plus récemment, de « commun en libre accès ». Bien que ces termes aient été forgés dans les années 2000 et 2010, ils s’appliquent rétroactivement à diverses structures et formes de publication, depuis les éditeurs universitaires subventionnés jusqu’aux coopératives gérées par des bénévoles qui existent depuis des décennies.
En 2021, on estimait entre 17 000 et 29 000 le nombre de revues scientifiques reposant sur le modèle de libre accès diamant. Elles représentaient 73 % des revues enregistrées dans le DOAJ (Directory of Open Access Journals – Répertoire des revues en libre accès) et 44 % des articles, leur production moyenne étant inférieure à celle des revues commerciales. Du fait de l’émergence de grandes plateformes à financement public, par exemple SciELO et Redalyc, le modèle diamant est particulièrement répandu parmi les revues d’Amérique latine (95 % des revues en libre accès).
Le modèle de libre accès diamant demeure important dans l’édition scientifique, néanmoins il est longtemps resté oublié des bailleurs de fonds et des décideurs universitaires. Ce manque de reconnaissance a eu des conséquences négatives sur de nombreux aspects tels que le soutien économique et la préservation des contenus. À partir de 2022, de nouvelles politiques nationales et internationales, comme la Recommandation de l’UNESCO sur la science ouverte et le Plan d’action pour l’accès ouvert diamant promu par la cOAlition S, sont venues soutenir le développement de formes non commerciales ou communautaires de publication en libre accès.

## Contexte et définition

### Les racines historiques des modèles diamant: clubs du savoir et communs

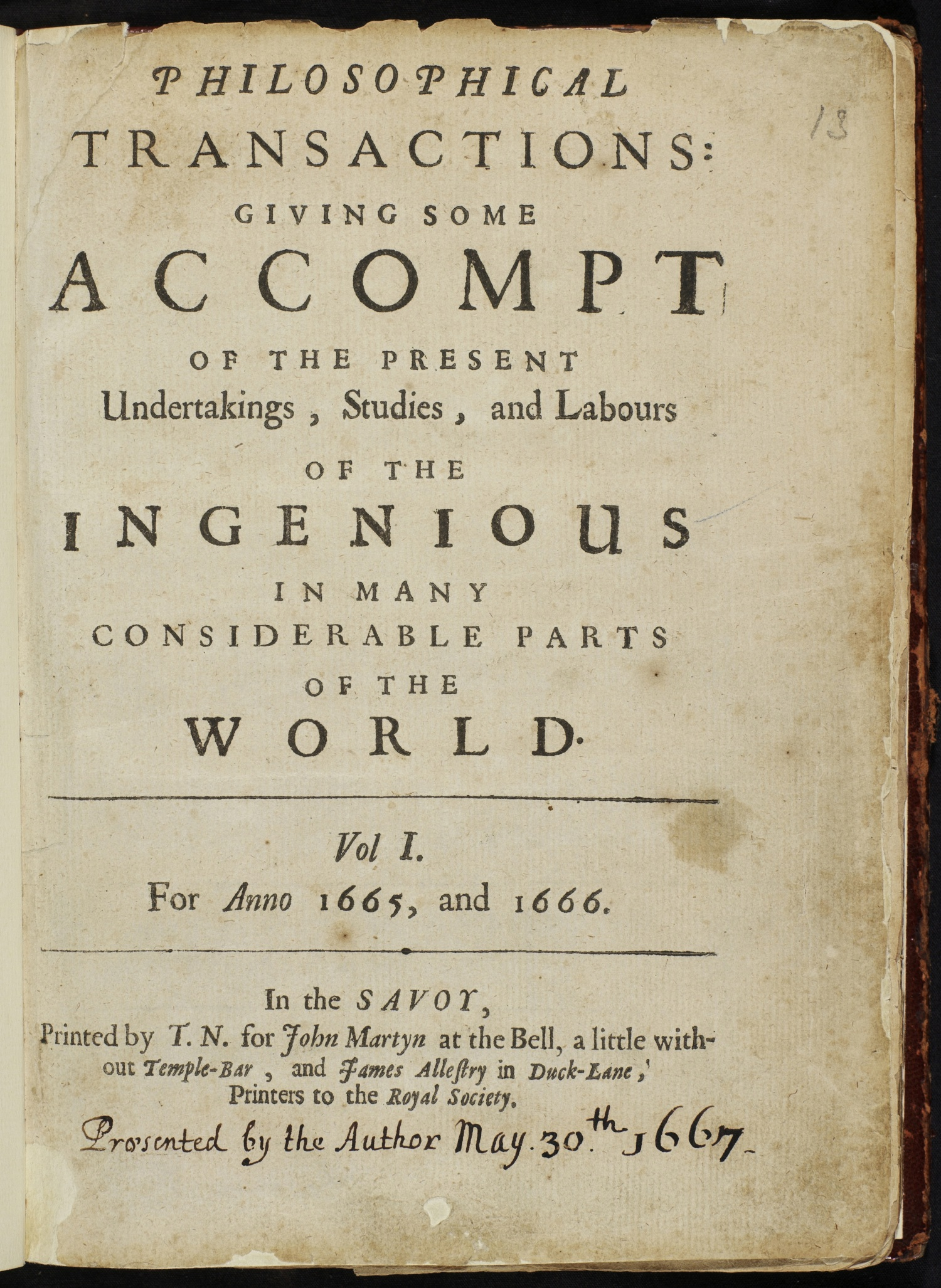
Un exemple précoce de revue scientifique gérée par une communauté, The Philosophical Transactions of the Royal Society.

Jusqu’à la Seconde Guerre mondiale, l’édition universitaire se caractérisait essentiellement par d’innombrables structures savantes d’inspiration communautaire peu soucieuses de rentabilité. La plupart des revues du XIXe siècle et de la première partie du XXe siècle étaient des initiatives collectives, dirigées par un mouvement ou une institution scientifique, et largement adossées à des normes communautaires informelles plutôt qu’à des règles commerciales. Ces pratiques historiques ont été décrites comme une forme de communs de la connaissance, ou, plus précisément, comme des clubs du savoir à statut intermédiaire entre un commun de la connaissance et une entreprise privée : bien que gérées par une communauté, ces revues étaient surtout utilisées au profit d’une cohorte spécifique d’auteurs et de lecteurs.
En Europe occidentale et en Amérique du Nord, la proportion de revues détenues directement par une communauté ou une institution universitaire commença à diminuer dans les années 1950. Le développement de l’édition scientifique dans le contexte de la mégascience a entraîné ce qui fut perçu comme une « crise » du modèle historique des périodiques scientifiques,. Entre 1950 et 1980, le nouveau modèle des grandes maisons d’édition commerciales a dominé de nombreux aspects de la publication scientifique dans les pays occidentaux.
Les petites sociétés de presse, en souffrance face au modèle de croissance d’échelle, furent soutenues puis largement supplantées par le « Big 5 » des entreprises d’édition commerciales : Elsevier (propriétaire de Pergamon depuis 1991), Wiley, Springer, Taylor & Francis et Sage. Réalisant les avantages potentiels de ces capitaux et compétences spécialisés grâce à un changement d’échelle inédit, ces nouveaux acteurs ont introduit une approche industrielle de la publication et de la diffusion.
Cette transformation a eu des incidences considérables sur la gestion des revues scientifiques, à la fois sur les plans économique et éditorial, avec une standardisation accrue des normes de publication, du processus d’évaluation par les pairs et des droits d’auteur. Ce mouvement n’avait cependant rien de mondial ou de général, et les formes communautaires de propriété et de gestion des revues sont demeurées importantes au sein de vastes zones géographiques (comme l’Amérique latine) et de plusieurs disciplines, en particulier dans les sciences humaines et sociales.

### Développement du libre accès (1990-2010)
L’essor du libre accès s’est bâti sur les facilités inédites offertes par l’édition en ligne et en réaction à l’hyperinflation du tarif des abonnements et au modèle des grandes entreprises qui a fini par dominer la publication scientifique après la Seconde Guerre mondiale. Les premières initiatives d’édition électronique en libre accès étaient communautaires et sans visées commerciales. Elles s’appuyaient sur une tendance à l’innovation populaire dans le domaine des publications en sciences humaines et sociales :
« 
Entre la fin des années 1980 et le début des années 1990, une multitude de revues nouvelles sont apparues, d’abord sur LISTSERV puis sur le Web. Les revues telles que Postmodern Cultures, Surfaces, Bryn Mawr Classical Review et The Public-Access Computer Systems Review étaient toutes gérées par des universitaires et des bibliothécaires plutôt que par des professionnels de l’édition.
 »
Des logiciels libres spécialisés dans l’édition scientifique, par exemple Open Journal Systems, ont fait leur apparition dans les années 2000. Cette innovation a permis un développement considérable des revues non commerciales en libre accès, puisqu’elle a facilité la création et l’administration de leurs sites Web ainsi que leur passage au numérique. Parmi les revues enregistrées dans le DOAJ sans frais de traitement des articles (APC, pour Article Processing Charge), le nombre de créations annuelles est passé de 100 à la fin des années 1990 à 800 vers 2010, pour ne plus guère évoluer par la suite.

### Débats sur l’identité des communs en libre accès (2003-2012)
Lors des premiers débats sur le libre accès, les distinctions entre les formes commerciales et non commerciales de l’édition scientifique et les structures communautaires ou détenues par des entreprises étaient peu soulignées, peut-être en raison de l’absence de modèle économique viable pour le libre accès. À la place, les publications en libre accès étaient divisées en deux catégories : les articles mis à disposition immédiate par l’éditeur et ceux, prépubliés, consultables dans des archives en ligne (sous la forme de préprints ou de post-prints).
En 2003, le projet RoMEO débuta la conception d’un système à code couleur pour mieux identifier la politique des éditeurs en matière de libre partage des articles scientifiques, du jaune (préprints uniquement) au vert (aucune restriction) : « Les éditeurs les plus "verts" sont ceux qui autorisent l’autoarchivage non seulement du manuscrit accepté par l’auteur, mais aussi du PDF de l’éditeur intégralement formaté et paginé. » En 2004, Harnad et al. ont transformé cette classification en une échelle binaire très influente : catégorie or (au lieu de jaune) pour les articles directement mis à disposition par l’éditeur et catégorie vert pour les archives en ligne. Ce classement du libre accès en catégories vert et or n’établit aucune distinction entre les éditeurs commerciaux et non commerciaux. Selon Peter Suber, le modèle or englobe à la fois les revues financées par les APC ou d’autres méthodes et celles administrées par des bénévoles : « Dans le jargon des spécialistes, le libre accès consenti par les revues est appelé "libre accès or", et celui consenti par les référentiels d’archivage est appelé "libre accès vert". »
À la suite de débats animés avec Stevan Harnad et d’autres militants du libre accès sur la liste de diffusion American Scientist Open Access Forum, Tom Wilson a introduit l’expression libre accès platine en 2007. Sur son blogue, il a défendu la nécessité d’élargir la classification des formes de publication en libre accès et souligné le danger de confondre les revues en libre accès de nature commerciale et non commerciale.
« 
[La classification entre « or » et « vert »] n’est pas l’alpha et l’oméga, et elle risque de perpétuer le mythe selon lequel l’unique forme de publication en libre accès est celle proposée par les éditeurs commerciaux moyennant une contribution financière des auteurs. C’est pourquoi je fais la distinction entre le libre accès aux frais des auteurs, que l’on présente généralement comme la voie or (…), et la voie platine qui offre un accès libre et gratuit aux publications sans contribution financière des auteurs. En d’autres termes, la voie platine est ouverte aux deux extrémités du processus, côté soumission et côté accès, alors que la voie or n’est considérée comme ouverte que côté accès
 »
L’expression libre accès diamant (en anglais, diamond open access) fut forgée en 2012 par une mathématicienne, physicienne et militante du libre accès française du nom de Marie Farge. À cette époque, elle participait à la campagne Cost of Knowledge (Le coût de la connaissance) menée par Timothy Gowers contre le coût excessif de l’édition scientifique. La référence au diamant était une hyperbole reprenant la métaphore de l’or, qui présentait le modèle non commercial/gratuit comme le meilleur possible : « J’ai proposé d’appeler cette troisième voie le "libre accès diamant" par surenchère sur l’expression "libre accès or" avancée par les éditeurs ». Le libre accès gratuit fut également envisagé comme dénomination alternative.
Forum of Mathematics, une revue en libre accès cocréée par Timothy Gowers, fut la première à se revendiquer explicitement comme une publication diamant : « Pendant les trois premières années d’existence de la revue, Cambridge University Press renoncera aux frais de publication. Ainsi, durant cette période la revue vivra sous le régime que Marie Farge (qui a beaucoup œuvré pour un système de publication plus rationnel) aime appeler "libre accès diamant", un modèle quasi-miraculeux où ni l’auteur ni le lecteur ne sont mis à contribution. »

### Définition du modèle diamant (2012–…)

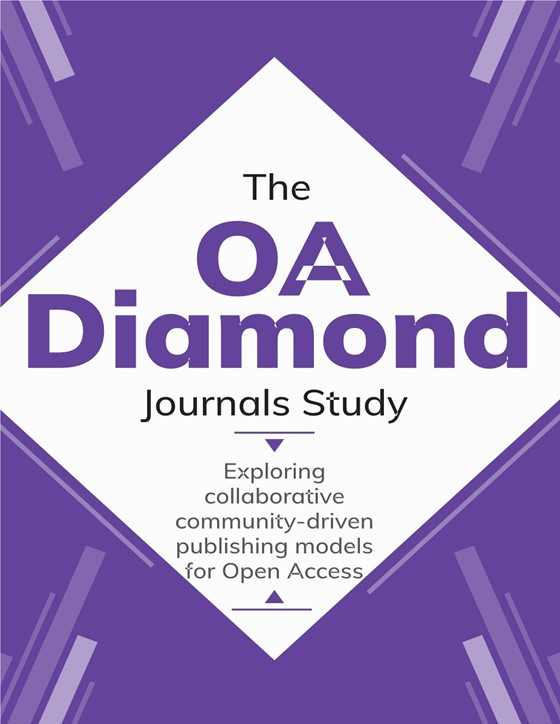
Couverture de l'étude pour le libre accès diamant (2021).

En 2013, Fuchs et Sandoval publient l’une des premières définitions systématiques du libre accès diamant : « Dans le modèle de libre accès diamant, des organisations, associations ou réseaux à but non lucratif et non commercial publient du contenu accessible en ligne au format numérique, gratuit pour les lecteurs et les auteurs et interdit à la réutilisation commerciale ou lucrative. » Cette définition alimente la controverse autour de la principale définition du libre accès or : « Nous appelons à une vision différenciée du concept de publication en libre accès or, car Suber et d’autres amalgament des modèles qualitativement différents, à savoir à but lucratif et non lucratif, tandis que d’autres, en particulier les décideurs politiques, excluent ou oublient tout simplement les modèles à but non lucratif non fondés sur les droits d’auteur ou de lecture. » Le débat sur la relation entre les publications en libre accès « diamant » ou platine et or n’a jamais cessé. Il demeure un point de discorde en 2021, même après la publication de l’étude sur le libre accès diamant. Bien qu’il reconnaisse la valeur de l’étude, Martin Paul Eve considère toujours le libre accès diamant comme une « erreur de catégorie. »
Depuis 2013, la littérature théorique sur le modèle diamant est de plus en plus influencée par l’analyse institutionnelle des communs,,. Par conséquent, la notion alternative de « communs en libre accès » a récemment émergé, même si elle constitue moins une description qu’un idéal programmatique pour l’avenir du libre accès non commercial,. La conclusion de l’étude sur le libre accès diamant appelle à considérer les communs en libre accès comme « un écosystème de revues en libre accès diamant diversifié, prospère, innovant et davantage interconnecté et collaboratif qui viendra en soutien de la bibliodiversité et au service de multiples langues, cultures et domaines. » De même, Janneke Adema et Samuel Moore ont proposé de « redéfinir l’avenir de l’édition scientifique au sein de contextes communautaires » à travers une réduction d’échelle permettant de préserver et de développer des modèles éditoriaux divers.
Pour 70 % des revues en libre accès diamant, le coût de fonctionnement déclaré est inférieur à 10 000 dollars par an. À l’autre bout du spectre, avant l’annulation de son abonnement à Elsevier en 2012, l’université d’Harvard payait 40 000 dollars par an pour recevoir une seule revue d’Elsevier (la plus chère).
L’aspect le plus problématique pour les revues en libre accès diamant est l’indexation et la visibilité du contenu dans les principales bases de données de recherche, telles que Scopus, Web of Science et SciFinder.

## Distribution des revues en libre accès diamant

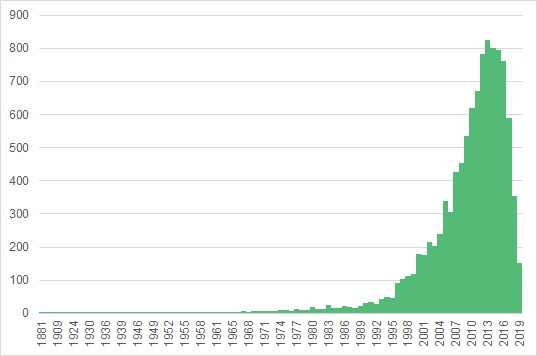
Date de création des revues scientifiques diamant. Le déclin final est dû à l'absence d'enregistrement formel auprès du DOAJ.

L’étude sur le libre accès diamant estimait à >29 000 le nombre de revues en libre accès diamant en 2021, soit une part importante de la production universitaire. En septembre 2020, le modèle diamant représentait 73 % des revues en libre accès enregistrées dans le DOAJ, avec 10 194 entrées sur 14 020. En 2013, Fuchs et Sandoval notaient déjà que le modèle diamant représentait la principale forme de publication en libre accès pour le nombre de revues individuelles : « Le libre accès diamant n’est pas seulement une idée mais plutôt, comme le montrent les données empiriques du présent document, une réalité dominante du libre accès. »
Alors que le modèle diamant prédomine parmi les revues en libre accès si l’on considère leurs titres, ce n’est pas le cas si l’on considère le nombre cumulé d’articles, car elles en publient moins dans l’ensemble. L’étude sur le libre accès diamant relève que les 10 194 revues sans frais de publication inscrites au DOAJ ont publié 356 000 articles par an sur la période 2017-2019, contre 453 000 articles pour les 3 919 revues commerciales avec APC : « Nous constatons que le modèle de libre accès diamant publie 8 à 9 % du total des articles scientifiques et que les revues en libre accès avec APC en publient 10 à 11 %. » Cet écart s’explique surtout par des revues en libre accès diamant qui publient systématiquement moins que les revues commerciales : « Dans le DOAJ, nous observons que la majorité des revues en libre accès diamant (54,4 %) publient 24 articles ou moins par an ; seules 33,4 % des revues avec APC présentent un volume similaire. » Les revues diamant ont également une production éditoriale plus diversifiée qui comprend d’autres formes de contenu savant telles que des critiques de livres ou des éditoriaux, ce qui peut réduire leur représentation dans le nombre total d’articles de recherche.
Sur la période 2014-2019, la production de revues en libre accès diamant a poursuivi son expansion en valeur absolue, mais elle a diminué par rapport à la production de revues commerciales en libre accès. Cette période fut marquée par une croissance significative des grands éditeurs à modèle APC et par une conversion accrue au modèle de libre accès commercial des éditeurs traditionnels rémunérés par abonnement.
L’estimation du nombre de revues ou d’articles diamant est difficile à réaliser, car la plupart des publications non commerciales ou communautaires ne se définissent pas comme utilisant le modèle diamant. Cette qualité doit être extrapolée de l’absence d’APC ou de toute autre activité commerciale. En outre, les revues diamant ont souvent plus de mal à être référencées dans les index académiques et restent un territoire largement inexploré.

### Répartition géographique

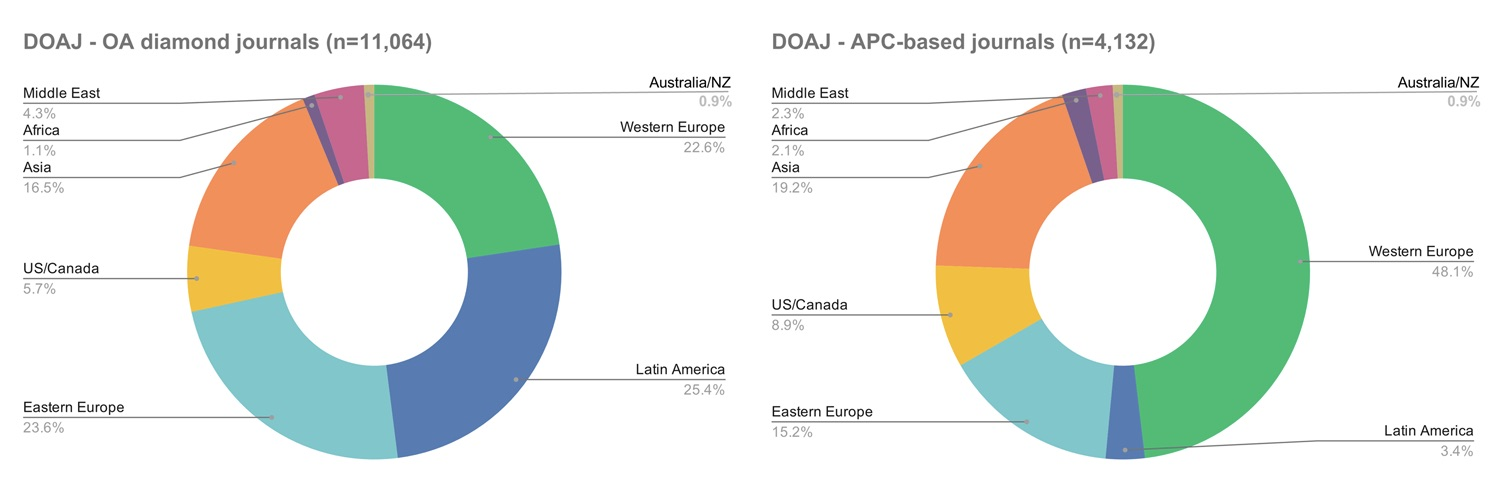
Distribution mondiales des revues en libre accès diamant dans lOA Diamond Study.

La majorité des revues en libre accès diamant sont publiées en Amérique latine et en Europe : « environ 45 % sont publiées en Europe et 25 % en Amérique latine ». En proportion relative, le modèle diamant est particulièrement répandu en Amérique latine et en Europe de l’Est, avec respectivement 95 % et 81 % des revues en libre accès enregistrées dans le DOAJ. Contrairement à l’Europe occidentale et à l’Amérique du Nord, en Amérique latine le mouvement en faveur du libre accès s’est largement structuré autour de plateformes à financement public, comme Redalyc ou SciELO, plutôt qu’autour d’éditeurs à modèle APC :
« 
L’Amérique latine possède donc un écosystème où la publication est perçue comme un acte de publicité ou de partage et non comme l’activité d’une industrie de l’édition à but lucratif(…). Les revues universitaires latino-américaines sont dirigées, détenues et financées par des institutions universitaires. Les processus éditoriaux sont rarement externalisés.
 »
L’étude sur le libre accès diamant explique ces évolutions distinctes par la présence ou l’absence de grands éditeurs privés : « La plupart des grands éditeurs commerciaux sont basés en Europe occidentale, aux États-Unis et au Canada, ce qui explique en partie la domination relative du modèle APC dans ces régions. Sans ces éditeurs, la situation de l’Europe occidentale, des États-Unis et du Canada serait plus proche de celle des autres régions. » Les revues latino-américaines ont longtemps été négligées dans les principaux index commerciaux, ce qui a peut-être encouragé le développement d’initiatives locales.
Le modèle diamant a fini par incarner un idéal de justice sociale et de diversité culturelle dans les pays émergents et en développement,. Les revues en libre accès diamant sont plus fréquemment multilingues (38 %) : « Quoique majoritaire dans la science, l’anglais est plus répandu dans les revues à modèle APC que dans celles en libre accès diamant. L’espagnol, le portugais et le français jouent un rôle beaucoup plus important dans ces dernières. Cette tendance s’observe dans la plupart des langues autres que l’anglais. »

### Disciplines
Si les revues en libre accès diamant couvrent la plupart des disciplines, elles prédominent dans les sciences humaines et sociales. D’après l’étude sur le libre accès diamant, le DOAJ regroupe 60 % des publications en libre accès diamant et seulement 23,9 % de celles à modèle APC dans le domaine des sciences humaines et sociales. Cette répartition pourrait s’expliquer par l’évolution différenciée de l’édition scientifique au cours du XXe siècle : « Les revues de sciences humaines et sociales à faible tirage sont souvent la propriété d’universités et de sociétés qui privilégient le libre accès diamant. En revanche, beaucoup de grandes revues scientifiques et médicales sont détenues par des éditeurs commerciaux davantage portés sur le modèle APC. »
Le modèle diamant reste présent dans certaines disciplines, avec 22,2 % des revues diamant traitant des STEM et 17,1 % de la médecine. Dans ce domaine, les revues diamant sont souvent ancrées dans des communautés locales, en particuliers dans les pays non-occidentaux : « Il devient évident que les revues locales en libre accès diamant ne sont pas seulement importantes en sciences humaines et sociales, mais aussi en médecine. »
Une enquête complémentaire menée dans le cadre de l’étude sur le libre accès diamant auprès de 1 619 revues diamant révèle une répartition entre disciplines plus complexe : même si les sciences sociales (27,2 %) et les sciences humaines (19,2 %) sont bien représentées, plus d’un quart des répondants ne privilégient aucune discipline en particulier (15,1 % en catégorie Multidisciplinaire et 12 % en catégorie Autre).

## Organisation et économie

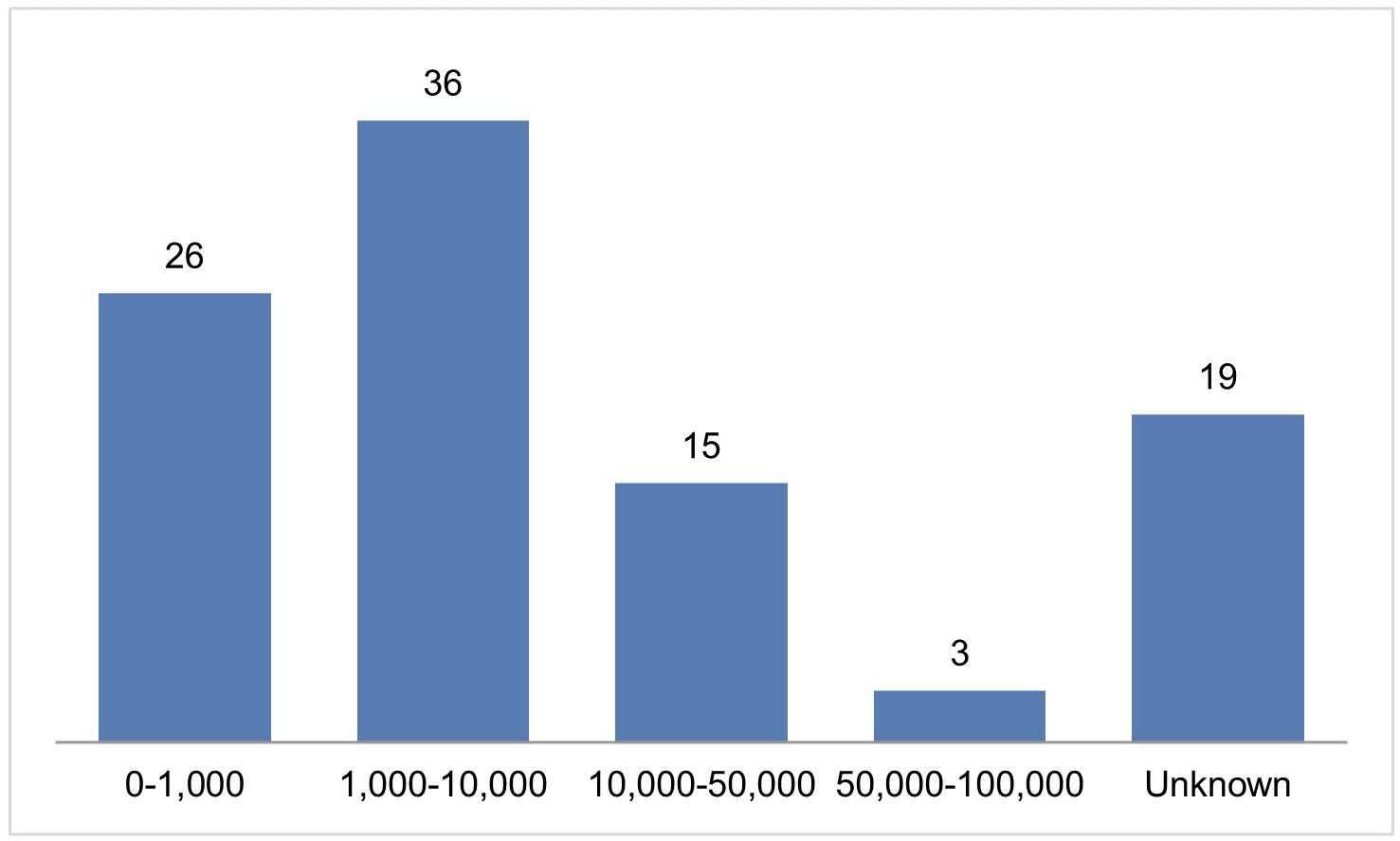
Distribution des coûts dans les revues sondées par lOA Diamond Study : 26% des publications on coût annuel officiel entre 1 et 1000 dollars

La plupart des revues en libre accès diamant sont gérées par des institutions académiques, des communautés ou des plateformes : « La majorité des revues (42 %) sont la propriété d’universités. Les principales alternatives sont les sociétés savantes (14 %) et, dans une moindre mesure, les agences gouvernementales, les presses universitaires et les particuliers. » Cette intégration garantit l’autonomie des revues : elles « restent intrinsèquement indépendantes des éditeurs commerciaux qui n’en sont ni les créateurs ni les administrateurs. » L’étude sur le libre accès diamant a introduit une taxonomie à 6 types de revues diamant qui est fortement associée au statut de leurs propriétaires : revue institutionnelle, revue de société savante, revue administrée par des bénévoles, revue d’éditeur, revue de plateforme et revue à grand tirage.
Les principales sources de financement des revues diamant ne sont pas monétaires : soutien en nature des instituts de recherche (hébergement, maintenance logicielle, services de révision, etc.) et contributions volontaires. Les subventions sont nettement moins citées, peut-être parce qu’elles constituent rarement une source régulière de soutien. Depuis les années 1990, les plateformes partagées sont devenues des intermédiaires importants pour les revues diamant, surtout en Amérique latine (Redalyc, AmeliCA, ScIELO, Ariadna Ediciones) et dans certains pays européens comme la France (OpenEdition Journals, via Lodel), les Pays-Bas, la Finlande, la Croatie et le Danemark (tous via la plateforme Open Journal System de PKP) Alors que le modèle diamant se définit avant tout par l’absence d’APC, certaines revues de ce type (moins de 5 à 10 % des répondants à l’enquête de l’étude sur le libre accès diamant) conservent une activité commerciale en facturant des services ou des fonctionnalités supplémentaires (freemium).
Le coût de fonctionnement des revues diamant est faible : la moitié des 1 600 revues interrogées durant l’étude sur le libre accès diamant « ont déclaré des coûts inférieurs à 1 000 USD/EUR » par an. Le coût médian par article est d’environ 200 USD, ce qui est nettement inférieur aux frais standard de traitement des articles dans les revues commerciales en libre accès. Ce faible coût s’explique par un soutien institutionnel, par des dépenses limitées et par le recours au bénévolat : 60 % des revues interrogées dans le cadre de l’étude sur le libre accès diamant étaient au moins partiellement gérées par des bénévoles. Le mode de gouvernance influe directement sur le modèle économique des revues en libre accès diamant. Rattachées à une institution universitaire, elles sont davantage susceptibles de bénéficier d’un financement ou d’un soutien direct, tandis que « les revues appartenant à des sociétés savantes dépendent bien plus des cotisations de leurs membres. »

## Enjeux et perspectives

### Préservation
La préservation à long terme, essentielle à toutes les publications savantes, est un aspect particulièrement scruté des revues en libre accès diamant. D’après une enquête réalisée dans le cadre de l’étude sur les revues en libre accès diamant, 57 % des revues « déclarent qu’à leur connaissance, elles ne disposent d’aucune politique de préservation.. » L’absence de mécanisme de préservation pour les revues en libre accès sans APC a été qualifiée de tragédie des communs. Alors que les bibliothèques sont incitées à préserver les articles publiés par les revues sur abonnement pour attester du bon usage de leurs investissements, le contenu en ligne gratuit échappe à cette pratique : « Souvent, les démarches de préservation et d’accès continu visent à garantir la consultation des revues après la résiliation de leur abonnement. »
Des initiatives cherchant à corriger ce phénomène sont en cours, comme le projet JASPER qui réunit le DOAJ, CLOCKSS, Internet Archive, le registre KEEPERS et le réseau PKP PN, ainsi que la préservation automatique des articles publiés dans LOCKSS quand Open Journal Systems (OJS) est employé D’après l’étude sur les revues en libre accès diamant, 60 % des sondés utilisent ce logiciel open source populaire pour gérer et publier leurs revues en libre accès diamant.

### Reconnaissance et légitimité
Bien que les revues diamant représentent une part importante des publications en libre accès, les politiques scientifiques et les mécanismes de financement s’en sont longtemps désintéressés :
« 
Cette réalité est pourtant insuffisamment reconnue et prise en compte dans le débat sur les revues en libre accès. Il existe un risque de voir les intérêts des éditeurs en libre accès diamant négligés et de laisser le modèle de libre accès commercial façonner l’avenir de la publication universitaire. Par conséquent, nous appelons à une réorientation du débat et à une prise au sérieux du modèle diamant par les décideurs politiques en les exhortant à lui apporter leur soutien.
 »
Le lancement de l’initiative cOAlition S en 2018 a rendu plus pressante la question de la reconnaissance des revues diamant. Le soutien à la publication en libre accès serait désormais conditionné au respect de normes éditoriales et économiques difficilement accessibles aux revues diamant en raison de leurs moyens limités. L’étude sur le libre accès diamant a été commandée en 2020 par la cOAlition S. Dans sa recommandation finale, elle préconise d’intégrer pleinement les revues diamant dans le Plan S :
« 
D’après certaines revues, les bailleurs de fonds de la recherche ont la responsabilité de soutenir ou même de favoriser les publications en libre accès diamant, qui sont souvent exclues des discussions sur le financement du libre accès. Le principe 5 du Plan S stipule que « les organismes de financement soutiennent la diversité des modèles d’affaires pour les revues et les plateformes en libre accès », néanmoins les perceptions ne pourront changer que si les financeurs s’intéressent au libre accès diamant en plus du libre accès or et de l’édition traditionnelle. Cette action serait parfaitement susceptible de combler les lacunes existantes dans le domaine de l’édition en libre accès.
 »
En 2020 et 2021, la reconnaissance institutionnelle du modèle diamant s’est considérablement accrue grâce à des engagements sans précédent de la part d’organisations nationales et internationales. En 2021, la recommandation de l’Unesco sur la science ouverte appelait à soutenir « les modèles de publication à but non lucratif, pilotés par la communauté universitaire et scientifique, en tant que bien commun. » Le deuxième Plan français pour la science ouverte encourage la « diversification des modèles économiques » en mettant particulièrement l’accent sur le modèle diamant, qui devrait permettre « la transition de l’abonnement vers l’accès ouvert sans frais de publication. » En mars 2022, un Plan d’action pour le libre accès diamant a été publié avec le soutien de cOAlition S, Science Europe, OPERAS et de l’Agence nationale de la recherche française Son objectif est de « constituer un écosystème autour de ce modèle de publication, et de le placer sous le contrôle de la communauté académique elle-même. »

### Étude sur le libre accès diamant
- Jeroen Bosman, Jan Erik Frantsvåg, Bianca Kramer, Pierre-Carl Langlais et Vanessa Proudman, OA Diamond Journals Study. Part 1: Findings, 9 mars 2021 (DOI 10.5281/zenodo.4558704 , lire en ligne)
- Arianna Becerril, Jeroen Bosman, Lars Bjørnshauge, Jan Erik Frantsvåg, Bianca Kramer, Pierre-Carl Langlais, Pierre Mounier, Vanessa Proudman, Claire Redhead et Didier Torny, OA Diamond Journals Study. Part 2: Recommendations, 9 mars 2021 (DOI 10.5281/zenodo.4562790 , lire en ligne)
- Zoé Ancion, Lidia Borrell-Damián, Pierre Mounier, Johan Rooryck et Bregt Saenen, Action Plan for Diamond Open Access, 2 mars 2022 (DOI 10.5281/zenodo.6282403, lire en ligne)

### Ouvrages & thèses
- Cornelis D. Andriesse, Dutch Messengers: A History of Science Publishing, 1930-1980, Leiden ; Boston, Brill, 15 septembre 2008 (ISBN 978-90-04-17084-1)
- Nicola De Bellis, Bibliometrics and Citation Analysis: From the Science Citation Index to Cybermetrics, Lanham, Md, The Scarecrow Press, Inc., 2009 (ISBN 978-0-8108-6713-0)
- Peter Suber, Open Access, MIT Press, 20 juillet 2012 (ISBN 978-0-262-30098-8)
- Valérie Tesnière, Au bureau de la revue. Une histoire de la publication scientifique (XIXe-XXe siècle), Ecole des Hautes Etudes en Sciences Sociales, 17 mars 2021 (lire en ligne)
- P. F. Wouters, The citation culture, 1999 (lire en ligne)

### Articles
- Janneke Adema et Samuel A. Moore, « Scaling Small; Or How to Envision New Relationalities for Knowledge Production », Westminster Papers in Communication and Culture, vol. 16, no 1,‎ 22 mars 2021 (DOI 10.16997/wpcc.918 , S2CID 233452312, lire en ligne, consulté le 11 juillet 2021)
- Dominique Babini et Juan D Machin-Mastromatteo, « Latin American science is meant to be open access: Initiatives and current challenges », Information Development, vol. 31, no 5,‎ 1er novembre 2015, p. 477–481 (ISSN 0266-6669, DOI 10.1177/0266666915601420, S2CID 63645043, lire en ligne, consulté le 17 juin 2020)
- Arianna Becerril-García (dir.) et Eduardo Aguado-López, Connecting the Knowledge Commons – From Projects to Sustainable Infrastructure : The 22nd International Conference on Electronic Publishing – Revised Selected Papers, Marseille, OpenEdition Press, coll. « Laboratoire d'idées », 2 juin 2019, 41–55 p. (ISBN 979-10-365-3802-5, lire en ligne), « The End of a Centralized Open Access Project and the Beginning of a Community-Based Sustainable Infrastructure for Latin America : Redalyc.org after Fifteen Years »
- Odile Contat et Didier Torny, « Les revues en sciences humaines et sociales à l'heure des communs », Revue dhistoire moderne contemporaine, vol. 62–4, no 5,‎ 2015, p. 62–70 (ISSN 0048-8003, DOI 10.3917/rhmc.625.0062 , lire en ligne, consulté le 12 janvier 2021)
- Marie Farge, « Les revues académiques ne devraient plus appartenir aux maisons d'édition », I2D - Information, Donnees Documents, vol. 53, no 3,‎ 4 octobre 2016, p. 19 (ISSN 2428-2111, DOI 10.3917/i2d.163.0019, lire en ligne, consulté le 11 juillet 2021)
- Christian Fuchs et Marisol Sandoval, « The Diamond Model of Open Access Publishing: Why Policy Makers, Scholars, Universities, Libraries, Labour Unions and the Publishing World Need to Take Non-Commercial, Non-Profit Open Access Serious », TripleC: Communication, Capitalism & Critique, vol. 11, no 2,‎ 9 septembre 2013, p. 428–443 (ISSN 1726-670X, DOI 10.31269/triplec.v11i2.502 , lire en ligne, consulté le 9 février 2021)
- Elizabeth Gadd et Denise Troll Covey, « What does 'green' open access mean? Tracking twelve years of changes to journal publisher self-archiving policies », Journal of Librarianship and Information Science, vol. 51, no 1,‎ 1er mars 2019, p. 106–122 (ISSN 0961-0006, DOI 10.1177/0961000616657406, S2CID 34955879, lire en ligne, consulté le 21 octobre 2021)
- Stevan Harnad, Tim Brody, François Vallières, Les Carr, Steve Hitchcock, Yves Gingras, Charles Oppenheim, Heinrich Stamerjohanns et Eberhard R. Hilf, « The Access/Impact Problem and the Green and Gold Roads to Open Access », Serials Review, vol. 30, no 4,‎ 2004, p. 310–314 (ISSN 0098-7913, DOI 10.1080/00987913.2004.10764930, S2CID 220287222, lire en ligne, consulté le 20 octobre 2021)
- Rob Johnson, « From coalition to commons: Plan S and the future of scholarly communication », Insights, vol. 32, no 1,‎ 30 janvier 2019, p. 5 (ISSN 2048-7754, DOI 10.1629/uksg.453 , S2CID 86623783)
- Mikael Laakso, Lisa Matthias et Najko Jahn, « Open is not forever: A study of vanished open access journals », Journal of the Association for Information Science and Technology, vol. 72, no 9,‎ 2021, p. 1099–1112 (DOI 10.1002/asi.24460 , arXiv 2008.11933)
- Andrew Lockett, « Publishing, the Internet and the Commons: Debates and Developments », Westminster Papers in Communication and Culture, vol. 16, no 1,‎ 1er juin 2021 (DOI 10.16997/wpcc.1048, lire en ligne, consulté le 11 juillet 2021)
- Daithí Mac Síthigh et John Sheekey, « All That Glitters Is Not Gold, But Is It Diamond? », SCRIPTed, vol. 9, no 3,‎ 15 décembre 2012, p. 274–279 (ISSN 1744-2567, DOI 10.2966/scrip.090312.274 , hdl 20.500.11820/74c5c796-3c4c-43f6-a91f-9373cef2a148 , lire en ligne, consulté le 20 octobre 2021)
- Shawn Martin, « Historicizing the Knowledge Commons: Open Access, Technical Knowledge, and the Industrial Application of Science », KULA: Knowledge Creation, Dissemination, and Preservation Studies, vol. 3,‎ 28 février 2019, p. 23 (ISSN 2398-4112, DOI 10.5334/kula.16 , S2CID 159112994, lire en ligne, consulté le 11 juillet 2021)
- Maryann Martone et Maria Aghazarian, « The Scholarly Commons », The Serials Librarian, vol. 76, nos 1–4,‎ 14 juin 2019, p. 220–224 (ISSN 0361-526X, DOI 10.1080/0361526X.2019.1587699 , S2CID 164859715)
- Kate Meagher, « Introduction: The Politics of Open Access — Decolonizing Research or Corporate Capture? », Development and Change, vol. 52, no 2,‎ 2021, p. 340–358 (ISSN 1467-7660, DOI 10.1111/dech.12630, S2CID 234074207, lire en ligne, consulté le 23 octobre 2021)
- (en) Samuel A. Moore, « Revisiting "the 1990s debutante": Scholar-led publishing and the prehistory of the open access movement », Journal of the Association for Information Science and Technology, vol. 71, no 7,‎ 2020, p. 856–866 (ISSN 2330-1643, DOI 10.1002/asi.24306, S2CID 159267010, lire en ligne)
- Pierre Mounier, « 'Publication favela' or bibliodiversity? Open access publishing viewed from a European perspective », Learned Publishing, vol. 31, no S1,‎ 2018, p. 299–305 (ISSN 1741-4857, DOI 10.1002/leap.1194 , S2CID 70134960)
- Hazel Newton, Marin Dacos, Pierre Mounier et Yrsa Neuman, « Snapshots of three open access business models », Insights, vol. 27, no s1,‎ 8 avril 2014, p. 39–44 (ISSN 2048-7754, DOI 10.1629/2048-7754.118 )
- Andrea E. Pia, Simon Batterbury, Agnieszka Joniak-Lüthi, Marcel LaFlamme, Gerda Wielander, Filippo M. Zerilli, Melissa Nolas, Jon Schubert, Nicholas Loubere, Ivan Franceschini, Casey Walsh, Agathe Mora et Christos Varvantakis, « Labour of Love: An Open Access Manifesto for Freedom, Integrity, and Creativity in the Humanities and Interpretive Social Sciences », Commonplace,‎ 16 juillet 2020 (DOI 10.21428/6ffd8432.a7503356 , hdl 11584/305620 , S2CID 234740475, lire en ligne, consulté le 11 juillet 2021)
- Jason Potts, John Hartley, Lucy Montgomery, Cameron Neylon et Ellie Rennie, « A journal is a club: a new economic model for scholarly publishing », Prometheus, vol. 35, no 1,‎ 2 janvier 2017, p. 75–92 (ISSN 0810-9028, DOI 10.1080/08109028.2017.1386949, hdl 10.1080/08109028.2017.1386949 , S2CID 219732359, lire en ligne, consulté le 12 janvier 2021)
- Mélanie Dulong de Rosnay et Felix Stalder, « Digital commons », Internet Policy Review, vol. 9, no 4,‎ 17 décembre 2020 (ISSN 2197-6775, DOI 10.14763/2020.4.1530 , lire en ligne, consulté le 11 juillet 2021)
- Melanie Dulong de Rosnay, « Open Access Models, Pirate Libraries and Advocacy Repertoires: Policy Options for Academics to Construct and Govern Knowledge Commons », Westminster Papers in Communication and Culture, vol. 16, no 1,‎ 31 mars 2021 (DOI 10.16997/wpcc.913 , S2CID 233593264, lire en ligne, consulté le 11 juillet 2021)

### Conference
- Jeroen Bosman, Ian Bruno, Chris Chapman, Bastian Greshake Tzovaras, Nate Jacobs, Bianca Kramer, Maryann Elizabeth Martone, Fiona Murphy et Daniel Paul O'Donnell « The Scholarly Commons - principles and practices to guide research communication » (15 septembre 2017)  (lire en ligne, consulté le 11 juillet 2021)
- Aileen Fyfe, Kelly Coate, Stephen Curry, Stuart Lawson, Noah Moxham et Camilla Mørk Røstvik « Untangling Academic Publishing: A history of the relationship between commercial interests, academic prestige and the circulation of research » (25 mai 2017)  (lire en ligne, consulté le 21 février 2020)
- Reggie Raju « From green to gold to diamond: open access's return to social justice » (2018) 
—IFLA WLIC (Kuala Lumpur)
- Kathleen Shearer, Leslie Chan, Iryna Kuchma et Pierre Mounier « Fostering Bibliodiversity in Scholarly Communications: A Call for Action » (15 avril 2020)  (lire en ligne, consulté le 17 juin 2020)

### Autres sources
- Benjamin Caraco, « La voie diamantée du libre accès », Le comptoir de l'accès ouvert,‎ 27 janvier 2014 (DOI 10.58079/sh3g, lire en ligne [Billet], consulté le 10 juillet 2021)
- Martin Paul Eve, « Diamond Mining », sur cOAlition S, 2021 (consulté le 23 octobre 2021)
- Martin Eve, « Subscriptions no longer needed: flipping journals to Open Access while supporting existing OA publications », sur Impact of Social Sciences, 9 juin 2015 (consulté le 17 juin 2020)
- « A new open-access venture from Cambridge University Press », sur Gowers's Weblog, 2 juillet 2012 (consulté le 20 octobre 2021)
- Heather Morrison, « Knowledge and equity: analysis of three models », sur Sustaining the Knowledge Commons / Soutenir les savoirs communs, 26 juin 2020 (consulté le 11 juillet 2021)
- Aaron Tay, « Why Open Access definitions are confusing » (consulté le 23 octobre 2021)
- « Look to the commons for the future of R&D and science policy », sur Impact of Social Sciences, 17 décembre 2020 (consulté le 11 juillet 2021)